# Ľubomír Moravčík
Ľubomír Moravčík (* 22. června 1965 Nitra) je bývalý slovenský fotbalista.  Byl označován za specialistu na přímé kopy a technicky nadaného hravého fotbalistu. Působil v klubech Plastika Nitra, AS Saint-Étienne, SC Bastia, MSV Duisburg, Celtic Glasgow a JEF United Ičihara Čiba. V roce 1992 byl vyhlášen nejlepším československým fotbalistou, stejného ocenění se mu dostalo v roce 2001 na Slovensku. Jeho otec Ján Moravčík byl také prvoligovým fotbalistou.

## Klubová kariéra
V československé nejvyšší soutěži debutoval 16. října 1983 proti Teplicím. V drese FC Nitra odehrál šest sezon a stal se nejslavnějším hráčem pocházejícím zpod Zobora.
Po MS 1990 odešel do francouzského AS Saint-Étienne. Zde byl považován za jednoho z najlepších cizinců v Ligue 1. V roku 1998 utrpěl těžkou zlomeninu nohy, která ho na delší čas vyřadila ze hry. V roku 1998 přestoupil do Německa, konkrétně do MSV Duisburg. Zde ale i přes solidní výkony nebyl Moravčík spokojen, a po odehraní pěti ligových zápasů opustil klub. V tomto období dokonce uvažoval o ukončení kariéry.
Ve stejném roce však na podnět slovenského trenéra Jozefa Vengloše podepsal smlouvu se slavným skotským klubem Celtic Glasgow. Jeho ligovým debutem byl zápas proti Dundee FC 7. listopadu 1998. Do paměti fanoušků Celticu se zapsal již o tři týdny později, když v tradičním a ostře sledovaném derby proti Rangers FC. Celtic vyhrál v tomhle zápase 5:1 a Moravčík byl díky svému výkonu a dvěma střelenými góly hvězdou zápasu. Postupně se tak Moravčík stal hvězdou mužstva a miláčkem tribun, známa byla jeho spolupráce s další legendou klubu, Švédem Henrikem Larssonem. V roku 2001 byl Moravčík uveden do Síně slávy Celticu. Kariéru ukončil v dresu japonského klubu JEF United Ičihara.

## Reprezentační kariéra

### Československo
Nastupoval za československou reprezentaci, debutoval 11. 11. 1987 v kvalifikačním zápase v Praze proti týmu Walesu.
Zúčastnil se MS 1990 v Itálii, což byl vrchol jeho kariéry. Nastoupil ve všech pěti zápasech československého mužstva. V důležitém čtvrtfinálovém zápase proti Německu ho fauloval Pierre Littbarski v pokutovém území (vyzul mu kopačku), ale rakouský rozhodčí Kohl vyloučil pro impulzivní reakci (ostentativní vykopnutí kopačky) právě Moravčíka. Celkem odehrál za Československo 42 zápasů a vstřelil 6 gólů.

### Slovensko
Po vzniku samostatné slovenské fotbalové reprezentace v roce 1994 nastupoval za tuto.
Debutoval 30. 3. 1994 v přátelském zápase proti týmu Malty (výhra 2:1). Celkem odehrál za Slovensko 37 zápasů a vstřelil 6 gólů.

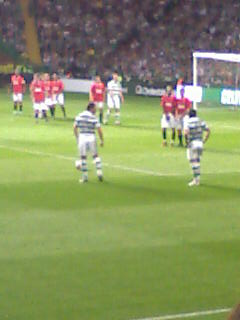
Lubo Moravčík při zahrávání standardní situace

## Trenérská kariéra
Po ukončení kariéry se stal Moravčík trenérem. Vedl slovenský národní tým do 16 let. V podzimní části sezony 2008/09 byl trenérem prvoligového FC ViOn Zlaté Moravce.

## Úspěchy

### Klubové
- 2× vítěz skotské ligy - (2000/01, 2001/02)
- 1× vítěz skotského poháru - (2001)
- 2× vítěz skotského ligového poháru - (2000, 2001)

### Individuální
- 1× československý fotbalista roku - (1992)
- 1× slovenský fotbalista roku - (2001)[1]
- slovenský fotbalista desetiletí